# Killian Virviescas
Killian Edwin Virviescas Rojas (Bogotà, 2 agosto 1980) è un ex calciatore colombiano, di ruolo centrocampista.

## Palmarès

### Club

#### Competizioni internazionali
- Coppa Merconorte: 1

America de Cali: 1999